# Батт, Фил
Фи́липп (Фил) Ю́джин Батт (англ. Philip Eugene Batt; 4 марта 1927, Уилдер, Айдахо — 4 марта 2023) — 29-й губернатор Айдахо.

## Биография
Родился 4 марта 1927 года в городе Уилдер штата Айдахо. В этом городе он окончил среднюю школу. В 1944—1948 годы Батт обучался в Айдахском университете по специальности химическое машиностроение. После этого он записался добровольцем в ВВС США.
В 1965—1967 годы Батт был членом Палаты представителей Айдахо. В 1967—1978 годы он был членом Сената Айдахо, в 1978—1982 годы — вице-губернатором штата. В 1982 году Батт был кандидатом в губернаторы, но проиграл выборы. Он победил на выборах 1994 года от республиканской партии. В 2000 году, после окончания губернаторства, Батт стал членом коллегии выборщиков президента от Айдахо.
С 1948 года Фил Батт женат на Джеки Фаллис, от которой имел троих детей.
Скончался в свой 96-й день рождения 4 марта 2023 года.